# Chloraea magellanica
Chloraea magellanica es una especie de orquídea de hábito terrestre originaria de Sudamérica.

## Descripción
Es una orquídea de tamaño medio que prefiere el clima fresco. Tiene hábito terrestre.  Las plantas tienen alrededor de 35 cm de alto cuando están en flor, conteniendo de 4-12 flores por inflorescencia con cada flor de 8.5 cm de altura, mucha textura y audazmente modeladas. Las flores no tienen olor apreciable.

## Distribución
Se encuentra en la Patagonia, Argentina y en Chile. Es una orquídea terrestre, que crece en regiones extremadamente frías y no tolera ambientes más cálidos. Están distribuidas a lo largo de las regiones montañosas del sur de Chile y Argentina. Florece en la primavera, cuando las nieves se funden y se mueren a principios del verano.

## Sinonimia
- Asarca magellanica (Hook.f.) Kuntze, Revis. Gen. Pl. 2: 652 (1891).
- Chloraea bougainvilleana Franch., Miss. Sci. Cap Horn, Bot. 5(Phan.): 366 (1889).
- Chloraea hystrix Speg. & Kraenzl. in F.W.L.Kraenzlin, Orchid. Gen. Sp. 2: 87 (1903).
- Chloraea leontoglossa Kraenzl., Orchid. Gen. Sp. 3: 83 (1903).
- Chloraea spegazziniana Kraenzl., Anales Mus. Nac. Buenos Aires 7: 167 (1907).
- Chloraea kraenzliniana Hoehne, Arq. Bot. Estado São Paulo, n.s., f.m., 1: 42 (1939).[2]